# ラヴソング (2016年のテレビドラマ)
『ラヴソング』は、2016年4月11日から6月13日までフジテレビ系「月9」枠で放送されたテレビドラマ。主演は、『ガリレオ』（2013年）以来3年ぶりの連続ドラマ主演となる福山雅治。
脚本は、2014年に第26回フジテレビヤングシナリオ大賞を受賞した倉光泰子のオリジナル作品。
吃音症のため対人関係に苦手意識を持つヒロインの少女と、元ミュージシャンで臨床心理士の主人公が音楽を通して心を通わせるラブストーリー。

## あらすじ
ある出来事をきっかけにミュージシャンの神代広平は臨床心理士として働きだす。カウンセリングを受けに来た少女・佐野さくらは吃音症で吃音を気にして周囲の人とうまくコミュニケーションがとれないが、好きな歌を歌う時だけは吃音が出ない。彼女が歌う「500マイル」を聞き、その美声と才能に気付いた広平は、さくらの才能を花開かせたいとの思いから諦めかけていた音楽への情熱が湧き上がり、音楽を通じて2人は心を通わせて行く。

## キャスト
神代 広平（かみしろ こうへい）
演 - 福山雅治
本作品の主人公。臨床心理士で元プロミュージシャン。かつてヒット作を1つ発表しただけで、その後は全く売れず引退したものの、音楽への未練を絶ち切れずにいる。また、ある事件から女性を真剣に愛することができず、女性の住居を転々としていた。さくらに出会ってから次第に音楽に向き合うようになるなど変化が生じ始める。第4話以降は賃貸マンションに定住するようになる。
佐野 さくら（さの さくら）
演 - 藤原さくら
本作品のヒロイン。広島の児童養護施設で育つ。同じ施設で育った真美の上京から2年後に上京する。大型バイクを所持している。大型車の整備・販売会社「ビッグモービル」の整備部で働いているが、吃音症がありほとんど話そうとしないため、職場の同僚にもなじめず上司にも理解を得られないなど自分の人生に嫌気が差している。実は天賦の美声という本人も自覚していなかった才能を持っており、広平との出会いで才能を見出され、音楽を通じて変わっていく。
天野 空一（あまの そらいち）
演 - 菅田将暉
広島の児童養護施設で育った、さくらの幼馴染。両親から虐待を受けた末に捨てられた過去から人間不信となり、自己防衛本能が強くトラブルメーカーになることも少なくないが、根は純粋で優しい。さくらに憎まれ口を叩いているが内心では好意を寄せており、彼女への献身は本物。料理人を目指し、調理師専門学校に通っている。
中村 真美（なかむら まみ）
演 - 夏帆
広島の児童養護施設からのさくらの姉代わりとも言うべき存在。さくらより2年先に上京し現在はキャバクラで働いている。婚約者の野村との児を妊娠している。さくらと共に暮らしてきたが自身の結婚を機にさくらに自立してほしいと願っている。
滝川 文雄（たきがわ ふみお）
演 - 木下ほうか
さくらの会社の上司。さくらには何かと冷たく当たる。
高橋 正志（たかはし まさし）
演 - 阪本奨悟
さくらの会社の新入社員
野村 健太（のむら けんた）
演 - 駿河太郎
真美の婚約者。さくらの同僚でもある。
宍戸 夏希（ししど なつき）
演 - 水野美紀
広平の昔のバンド仲間。キーボード担当。その後、言語聴覚士・音楽療法士としてクリニックを開業。
増村 泰造（ますむら たいぞう）
演 - 田中哲司
広平の昔のバンド仲間。ベース担当。その後、広平の勤める病院で耳鼻科医として働く。
星田 和夫（ほしだ かずお）
演 - 渋川清彦
広平の昔のバンド仲間。ドラム担当
笹 裕司（ささ ゆうじ）
演 - 宇崎竜童
ライブハウス「S」のオーナー。
渡辺 涼子（わたなべ りょうこ）
演 - 山口紗弥加
空一が通っている調理師専門学校の事務員。
宍戸 春乃（ししど はるの）
演 - 新山詩織
故人。広平の元恋人で夏希の姉。広平と一緒に音楽活動をしていた。
水原 亜矢（みずはら あや）
演 - りょう
「グリスターミュージック」音楽制作1部部長。
桑名 喜和子（くわな きわこ）
演 - りりィ
「グリスターミュージック」取締役・音楽制作室長。
弦巻 竜介
演 - 大谷亮平
広平の昔馴染み。現在はレコード会社勤務。
CHERYL（シェリル）
演 - Leola
「トップレコーズ」のトップアーティスト。
小川 奈々子（おがわ ななこ）
演 - 納富有沙
榎本 理緒（えのもと りお）
演 - 大久保聡美
宇部 優香（うべ ゆか）
演 - 未来
以上3名はさくらの会社の同僚。
宍戸 雅季
演 - 清水章吾
春乃･夏希の父親。
湯浅 志津子（ゆあさ しずこ）
演 - 由紀さおり（第2話-）
広平の担当する患者。
坂本 桃香
演 - 武田玲奈（第4・9話）
広平の勤める病院に勤務する看護師。
大瀬良（おおせら）
演 - 永島優美（第4話）
広平のカウンセリングを受けに来る「ビッグモービル」社員。
のぞみ
演 - 山崎真実（第6話）
さくらと待ち合わせをする喫茶店で広平が偶然再会した知り合い。
役名のない出演者
高畑淳子（第1話）
広平のカウンセリングを受けに来る「ビッグモービル」社員。
志賀廣太郎（第2話）
救急搬送された真美を診療した医師。
石川恋（第4話）
塒を求めて他人の家を転々とする広平を家に泊める女性の一人。

## スタッフ
- 脚本 - 倉光泰子[14]（第1話 - 第4話・第6話 - 第8話・最終話）[要出典]、神森万里江（第5話・第9話）[15]
- 脚本協力 - 倉光泰子、神森万里江[15]
- 演出 - 西谷弘、平野眞、相沢秀幸[14]
- プロデュース - 鈴木吉弘、草ヶ谷大輔[14]
- 音楽 - 菅野祐悟[14]
- 主題歌 - 藤原さくら「Soup」[15]
- 劇中歌
  - 藤原さくら「500マイル」作詞・作曲：Hedy West、日本語詞：忌野清志郎、編曲：福山雅治[要出典]
  - 新山詩織「恋の中」（第1話・第3話）[要出典]
  - GEEKS「DIRTY BOY」（第2話）[要出典]
  - 藤原さくら「好きよ 好きよ 好きよ」（第6話・第7話）[要出典]
  - Leola「Rainbow」（第7話 楽曲協力ソング[16]）
- 臨床心理士監修 - 森川隆司[要出典]
- 言語聴覚士監修 - 坂田善政[要出典]
- 医療指導 - 山本昌督[要出典]
- リサーチ - 今井紳介[要出典]
- 吃音監修 - 全国言友会連絡協議会[3]
- 制作 - フジテレビドラマ制作センター[14]

## 放送日程
| 各話                                                          | 放送日  | サブタイトル                                                     | 脚本       | 演出     | 視聴率 |
| ------------------------------------------------------------- | ------- | ---------------------------------------------------------------- | ---------- | -------- | ------ |
| 第1話                                                         | 4月11日 | あなたにこの声を届けたい!! たった一つの恋と歌が人生を変えていく! | 倉光泰子   | 西谷弘   | 10.6%  |
| 第2話                                                         | 4月18日 | 7秒の勇気で世界が変わる                                          | 倉光泰子   | 西谷弘   | 09.1%  |
| 第3話                                                         | 4月25日 | あなたを想って歌います!                                          | 倉光泰子   | 西谷弘   | 09.4%  |
| 第4話                                                         | 5月02日 | 物語は新展開へ!涙のキス                                          | 倉光泰子   | 平野眞   | 08.5%  |
| 第5話                                                         | 5月09日 | 私とあなたの終わらない歌                                         | 神森万里江 | 平野眞   | 08.4%  |
| 第6話                                                         | 5月16日 | 届け…こんな歌ができたの                                          | 倉光泰子   | 相沢秀幸 | 06.8%  |
| 第7話                                                         | 5月23日 | 溢れ出す想い…涙の告白                                            | 倉光泰子   | 平野眞   | 06.8%  |
| 第8話                                                         | 5月30日 | 君とキスをした夜                                                 | 倉光泰子   | 相沢秀幸 | 07.4%  |
| 第9話                                                         | 6月06日 | わたしが最後にしたい事…                                          | 神森万里江 | 平野眞   | 08.0%  |
| 最終話                                                        | 6月13日 | 希望という名の最後の歌                                           | 倉光泰子   | 西谷弘   | 09.3%  |
| 平均視聴率 8.5%（視聴率はビデオリサーチ調べ、関東地区・世帯） |         |                                                                  |            |          |        |

## 受賞
- 第4回コンフィデンスアワード・ドラマ賞 新人賞（藤原さくら）